# Lavoslav Horvat
Lavoslav Horvat (Varaždinske Toplice, 27. rujna 1901. – Novi Marof, 4. listopada 1989.), hrvatski arhitekt.

## Životopis
Lavoslav Horvat rođen je 1901. godine pod imenom Lavoslav Kreneis, no nakon posvojenja od strane kovača Franje Horvata i njegove supruge Slavice, primalje koja je prisustvovala rođenju, Lavoslav preuzima ime Horvat koje zadržava do kraja života. Obitelj Horvat se seli u Zagreb 1906. godine iz Varaždinskih Toplica gdje Lavoslav 1908. godine upisuje prvi razred pučke škole u Samostanskoj, današnjoj Varšavskoj ulici, koju uspješno završava 1913. godine. 
U razdoblju od 1913. do 1917. godine Horvat polazi Kraljevsku I. realnu gimnaziju u Zagrebu, no nakon završetka gimanzije prekida školovanje na godinu dana zbog oboljenja od periferne kljenuti facijalnog živca. Kao posljedica bolesti, Horvatu će doživotno ostati napola spuštena vjeđa lijevog oka.
Od 1918. do 1922. godine školovao se na Arhitektonskom odsjeku Državne srednje tehničke škole u Zagrebu.
Kao mladi suradnik zaposlio se u arhitektonskom atelijeru Rudolfa Lubynskoga u Palmotićevoj 22 u Zagrebu gdje upoznaje arhitekta Stjepana Planića s kojim će ga vezati doživotno prijateljstvo. 
U jesen 1926., s četiri godine prakse, Horvat je među prvim polaznicima Škole za arhitekturu Kraljevske umjetničke akademije (KUA) profesora Drage Iblera.
Od ukupno 57 polaznika Škole za arhitekturu,u razdoblju od 1926. do 1943. godine, diplomiralo je samo njih 18, a i sam Horvat diplomirao je 1935. godine, nakon devet godina studija,i stekao naslov akademskog arhitekta. Kraljevsku umjetničku akademiju karakterizirala je "slobodnija" izobrazba koja je naglasak stavljala na umjetničko oblikovanje u arhitekturu, za razliku od usporednog Tehničkog fakulteta koji se zasnivao na tehničkoj izobrazbi. 
Ivan Meštrović izabran je za rektora Kraljevske umjetničke škole gdje prepoznaje talent Lavoslava Horvata, posebice njegovu zanatsku spretnost i dobro poznavanje materijala, posebice kamena. Meštrović stoga povezuje Lavoslava Horvata s Haroldom Bilinićem, jednim od najbližih suradnika, s kojim će Horvat aktivno raditi tijekom cijele svoje karijere. Od 1930. samostalno radi.
Od 1945. radi na obnovi gradova i naselja u Ministarstvu građevina. Od 1946. u Zemaljskom građevno-projektnom zavodu u Zagrebu na problemima industrijske arhitekture.
Vodi projektni biro Horvat-Bilinić u periodu 1954-1962., a od 1962-1973. radi u Arhitektonsko-projektnom zavodu.
U Zagrebu je predavao na Arhitektonsko-građevinsko-geodetskom fakultetu 1948-1959. i na Akademiji likovnih umjetnosti u zagrebu od 1958-1973.
Od 1951. je dopisni član, a od 1963. redoviti član JAZU
Izlagao je s grupom Zemlja, jedan je od protagonista hrvatske moderne. 
Istraživao je primjenu novih formi u specifičnim zemljopisnim prilikama i pejzažu, 
građevinski materijal i autentične graditeljske vrijednosti Dalmacije.
Poznato je da je radio izvedbene projekte po zamislima i idejama Ivana Meštrivća 
i to za paviljon na Trgu žrtava fašizma i nikada završenu crkvu Krista Kralja u Trnju, Zagreb.
Dobitnik nagrade za životno djelo:
- "Vladimir Nazor" 1970.
- "Viktor Kovačić" 1974.

## Projekti
- 1929. Okružni ured za osiguranje radnika u Beogradu (I. nagrada)
- 1930-31. Kupalište Bačvice u Splitu
- 1930-31. Banovinska bolnica u Splitu
- 1931-32. Na Firulama obiteljske kuće Čulić u Splitu
- 1935-36. Crkva Gospe od Zdravlja u Dobri u Splitu
- 1931. Dominikanska gimnazija u Bolu na Braču
- 1932-33. Kupalište na Pločama u Dubrovniku
- 1935. Vlastita kuća na Tuškancu, Vijenac kbr. 6
- 1934-38. Meštrovićev Dom umjetnosti zajedno s Haroldom Bilinićem i Z. Kavurićem
- 1928-38. Ljetnikovac obitelji Banac u Cavtatu, vile Boža, Karla i Ade Banac na Pločama i u Lapadu[1][2]
- 1946-73. Izvodi tvornicu i predionicu konca "Dalmatinka" u Sinju
- 1947-48. Tvornica vagona i lokomotiva "Đuro Đaković" u Slavonskom Brodu
- 1954-58. Zgrada Savezne industrijske komore u Beogradu na Terazijama
- 1955-59. Hotel Jugoslavija u Novom Beogradu
- 1959-60. Pamučno-tekstilni kombinat Bahr-Dar u Etiopiji
- 1962-63. HE "Split" u Zakučcu kraj Omiša
- 1965-66. Hotel "Belvedere" u Medulinu
- Osnovna škola "Marin Držić" u Zagrebu u Trnju
- Osnovna škola "Davorin Trstenjak" u Zagrebu u Trnju

## Ostali projekti
Projekti koji su bili na natječajima:
- 1927. Projekt za poštu i poštansku štedionicu u Skoplju (sa Stjepanom Planićem I. Nagrada)
- 1927. Gradska vijećnica na Sušaku (III. Nagrada)
- 1930. Banska palača u Novom Sadu
- 1930. Hotel "Lazareti" u Dubrovniku (I. nagrada)
- 1933. Burza rada u Splitu (II. nagrada)
- 1932. Kolonija vila u Strožancu kraj Splita
- 1933. Državna štamparija u Beogradu
- 1935. Planinarski dom na Sljemenu kraj Zagreba
- 1937. Dom umjetnosti u Splitu (s Haroldom Bilinićem)
- 1939-40. Regulacioni plan Dubrovnika

## Izložbe
U sklopu likovne grupe "Zemlja"
- 1931-35. Zagreb
- 1934. Sofija
- 1935. Beograd

izložbe arhitekture
- 1930. Zagreb
- 1931. Beograd
- 1938. Pola vijeka hrvatske umjetnosti u Zagrebu

## Vanjske poveznice
- Horvat, Lavoslav Hrvatska tehnička enciklopedija, portal hrvatske tehničke baštine. LZMK

- Zrinka Paladino,  Arhitekt Lavoslav Horvat i „Udruženje umjetnika Zemlja”, Zagreb,  Prostor 14(2006); 2(32), str. 167-177.
- Arhivirana inačica izvorne stranice od 1. kolovoza 2008. (Wayback Machine) Crkva Gospe od zdravlja u Splitu
- Zorana Sokol Gojnik, Duh moderne i nova liturgijska strujanja na primjeru crkve Gospe od Zdravlja u Splitu
- Dobitnici nagrede Vladimir Nazor 1959-2005.
- Dalmatinka Hrvatska tehnička enciklopedija, portal hrvatske tehničke baštine. LZMK